# Swarzynice
Swarzynice – wieś w Polsce położona w województwie lubuskim, w powiecie zielonogórskim, w gminie Trzebiechów.
W latach 1975–1998 miejscowość administracyjnie należała do województwa zielonogórskiego.

## Zabytki
Do wojewódzkiego rejestru zabytków wpisany jest:
- dom nr 74, z 1820 roku.